# آغا الموسوي الجندقي
السيد آغا الموسوي الجندقي (1275 هـ - 1315 هـ). هو رجل دين وشاعر فارسي كان يتلخّص في شعره باسم إقبال، ويسمى الجندقي نسبة إلى مسقط رأسه جندق وهي إحدى مدن بلاد فارس، ووفاته كانت بطهران سنة 1315 هـ. ذكر محسن الأمين في ترجمته له بموسوعة أعيان الشيعة ما نصّه: ”قرأ على والده“، ووصفه بأنه من ”كان من أجلة العلماء ... وهو من بيت شرف وعلم وسؤدد“.

### كتب
- أعيان الشيعة. محسن الأمين، طبع بيروت - لبنان، تاريخ الطبع مفقود، منشورات دار التعارف.

### إشارات مرجعية
1. ↑  الأمين، محسن. أعيان الشيعة - ج2. ص. 104. مؤرشف من الأصل في 2019-12-08.